# Jadwiga Ruth Charlewska
Jadwiga Ruth Charlewska – polska pisarka i poetka, autorka utworów dla dzieci i młodzieży. Jej autorstwa są powieść dla dzieci Dziewczynka spoza szyby (Wydawnictwo Literackie, 1964) oraz zbiór wierszy Bajki niebajki (Wydawnictwo Literackie, 1984). 

## Dziewczynka spoza szyby
Utwór Dziewczynka spoza szyby, którego bohaterką jest chora na chorobę Heinego-Mediny Elżunia, jest lekturą zalecaną w biblioterapii. 
Książka miała 4 wydania, w łącznym nakładzie 220 tys. egzemplarzy. Wydania z lat 1964 i 1970 ilustrowała Aleksandra Konior, kolejne zaś – z lat 1976 i 1980 – Maria Czajkowska-Banach, przy czym te dwa ostatnie, mimo iż identycznie złożone i złamane, różnią się sposobem wykończenia (wydanie 3. ma twarda oprawę, 4. zaś jest w oprawie broszurowej), mają też różne ilustracje.